# متروی شانگهای
متروی شانگهای (انگلیسی: Shanghai Metro) سیستم قطار شهری در شانگهای، چین است.
این مترو که در سال ۱۹۹۳ راه‌اندازی شده دارای ۱۹ خط، ۵۰۶ ایستگاه و ۸۰۲ کیلومتر طول می‌باشد، متروی شانگهای طولانی‌ترین مترو جهان است.

## نقشه

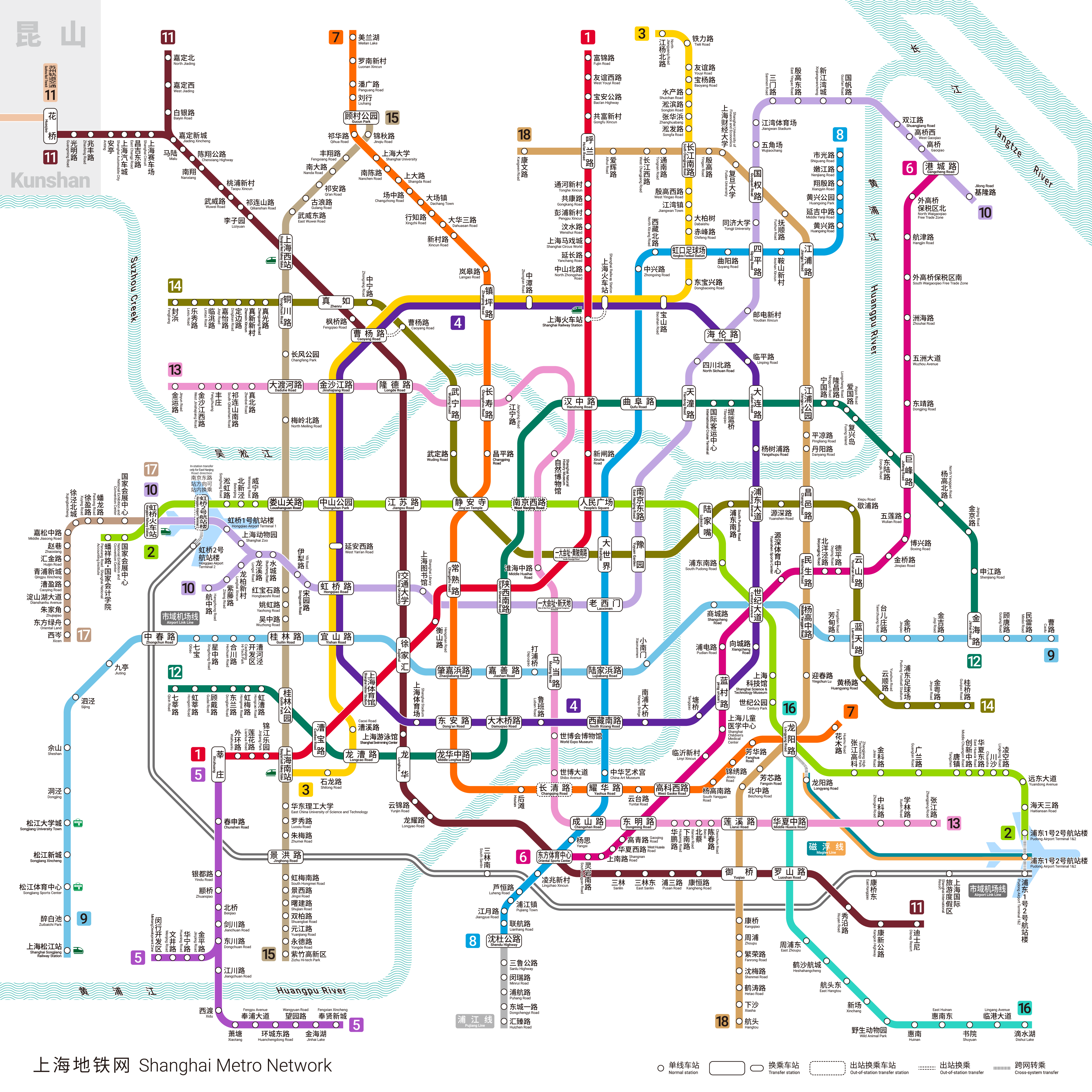
نقشه متروی شانگهای مارس ۲۰۱۵، شامل قطار مگلو شانگهای

## خط‌ها
| خط    | تأسیس | جدیدترین گسترش | طول km | ایستگاه‌ها |
| ----- | ----- | -------------- | ------ | --------- |
| خط ۱  | ۱۹۹۳  | ۲۰۰۷           | ۳۶٫۴   | ۲۸        |
| خط ۲  | ۱۹۹۹  | ۲۰۱۰           | ۶۳٫۸   | ۳۰        |
| خط ۳  | ۲۰۰۰  | ۲۰۰۶           | ۴۰٫۳   | ۲۹        |
| خط ۴  | ۲۰۰۵  | ۲۰۰۷           | ۳۳٫۷   | ۲۶        |
| خط ۵  | ۲۰۰۳  | ۲۰۱۸           | ۳۲٫۷   | ۱۹        |
| خط ۶  | ۲۰۰۷  | ۲۰۱۱           | ۳۲٫۳   | ۲۸        |
| خط ۷  | ۲۰۰۹  | ۲۰۱۰           | ۴۴٫۲   | ۳۳        |
| خط ۸  | ۲۰۰۷  | ۲۰۰۹           | ۳۷٫۴   | ۳۰        |
| خط ۹  | ۲۰۰۷  | ۲۰۱۷           | ۶۵٫۶   | ۳۵        |
| خط ۱۰ | ۲۰۱۰  | ۲۰۲۰           | ۴۴٫۹   | ۳۷        |
| خط ۱۱ | ۲۰۰۹  | ۲۰۱۶           | ۸۲٫۴   | ۳۹        |
| خط ۱۲ | ۲۰۱۳  | ۲۰۱۵           | ۴۰٫۴   | ۳۲        |
| خط ۱۳ | ۲۰۱۲  | ۲۰۱۸           | ۳۸٫۸   | ۳۱        |
| خط ۱۴ | ۲۰۲۱  | -              | ۳۸٫۵   | ۳۰        |
| خط ۱۵ | ۲۰۲۱  | -              | ۴۲٫۳   | ۳۰        |
| خط ۱۶ | ۲۰۱۳  | ۲۰۱۴           | ۵۹٫۰   | ۱۳        |
| خط ۱۷ | ۲۰۱۷  | -              | ۳۵٫۳   | ۱۳        |
| خط ۱۸ | ۲۰۲۰  | ۲۰۲۱           | ۳۶٫۵   | ۲۶        |
| خط ۱۹ | ۲۰۱۸  | -              | ۶٫۷    | ۶         |
| مجموع | مجموع | مجموع          | ۸۰۲    | ۵۰۶       |